# Clermont-Créans
Clermont-Créans település Franciaországban, Sarthe megyében. Lakosainak száma 1276 fő (2022. január 1.). Clermont-Créans Ligron, Bousse, La Flèche, Mareil-sur-Loir és Saint-Jean-de-la-Motte községekkel határos.

## Népesség
A település népességének változása:
| Lakosok száma | 1272 | 1279 | 1287 | 1264 | 1261 | 1259 | 1268 | 1274 | 1276 |
|               | 2013 | 2015 | 2016 | 2017 | 2018 | 2019 | 2020 | 2021 | 2022 |